# Pahrump
Pahrump è un comune non incorporato della contea di Nye, Nevada, Stati Uniti. Nel 2010 la popolazione era di 36.441 abitanti, rendendolo il più grande insediamento della contea.

## Geografia fisica
Secondo lo United States Census Bureau, il census-designated place (CDP) di Pahrump ha un'area totale di 364 mi² (942,76 km²).

## Storia
La zona di Pahrump era abitata dagli Shoshoni e solo nel tardo 1800 arrivarono i coloni attratti dalla presenza di molti pozzi artesiani. La presenza di acqua incoraggiò l'agricoltura e la pastorizia e ancora oggi cotone, erba medica e bestiame sono coltivati e allevati. La città deve il proprio nome a una parola indiana Pah-rimpi o "Water Rock" che testimoniava proprio la presenza di queste sorgenti.
Fino agli anni 1960 nella città, allora scarsamente abitata, mancava il telefono e le strade non erano lastricate, solo la speculazione edilizia dovuta alla crescita di Las Vegas portò all'aggiunta di questi servizi e alla conseguente crescita della popolazione che negli ultimi anni è andata notevolmente aumentando, tanto che si stima che entro il 2020 potrebbe superare le 60.000 unità.

## Società

### Evoluzione demografica
Secondo il censimento del 2010, la popolazione era di 36.441 abitanti.

### Etnie e minoranze straniere
Secondo il censimento del 2010, la composizione etnica del CDP era formata dall'86,1% di bianchi, il 2,1% di afroamericani, l'1,1% di nativi americani, l'1,4% di asiatici, lo 0,6% di oceanici, il 5,0% di altre etnie, e il 3,6% di due o più etnie. Ispanici o latinos di qualunque razza erano il 12,9% della popolazione.